# Cheiloneurus matsuyamensis
Cheiloneurus matsuyamensis är en stekelart som beskrevs av Tachikawa 1956. Cheiloneurus matsuyamensis ingår i släktet Cheiloneurus och familjen sköldlussteklar. Inga underarter finns listade i Catalogue of Life.